# Robert Burns
Robert Burns (Alloway, 25 januari 1759 – Dumfries, 21 juli 1796) was een Schotse dichter en liedjesschrijver. Hij is de bekendste dichter die in het Schots (niet te verwarren met Schots-Gaelisch) geschreven heeft. Zijn beroemdste gedicht is Auld Lang Syne.

## Levensloop
Burns werd geboren in een arme boerenfamilie. Zijn ouders zorgden ervoor dat hij een goede opleiding kreeg. Hij begon met het schrijven van poëzie in 1783. Hij gebruikte een traditionele stijl en schreef in het Ayrshirese dialect van het Schots. De gedichten werden lokaal goed ontvangen en werden in 1786 onder de naam Poems, Chiefly in the Scottish Dialect uitgegeven door een drukkerij in Kilmarnock. Hierdoor werd hij beroemd in Schotland. Als gevolg hiervan bracht hij een aantal jaren door in Edinburgh. Zijn faam bracht verder geen geld met zich mee en hij zag zich genoodzaakt terug te keren naar de boerderij. Ook dat bleek niet winstgevend te zijn, en in 1789 ging hij voor de regering werken op de afdeling Douane en Heffingen.
Burns was vrijmetselaar. Hij werd op 4 juli 1781 ingewijd in de St. David Lodge in Tarbolton en geldt als een van de meest illustere en vereerde van de Schotse vrijmetselaars.
Robert Burns overleed op 37-jarige leeftijd door hartproblemen.

## Nagedachtenis

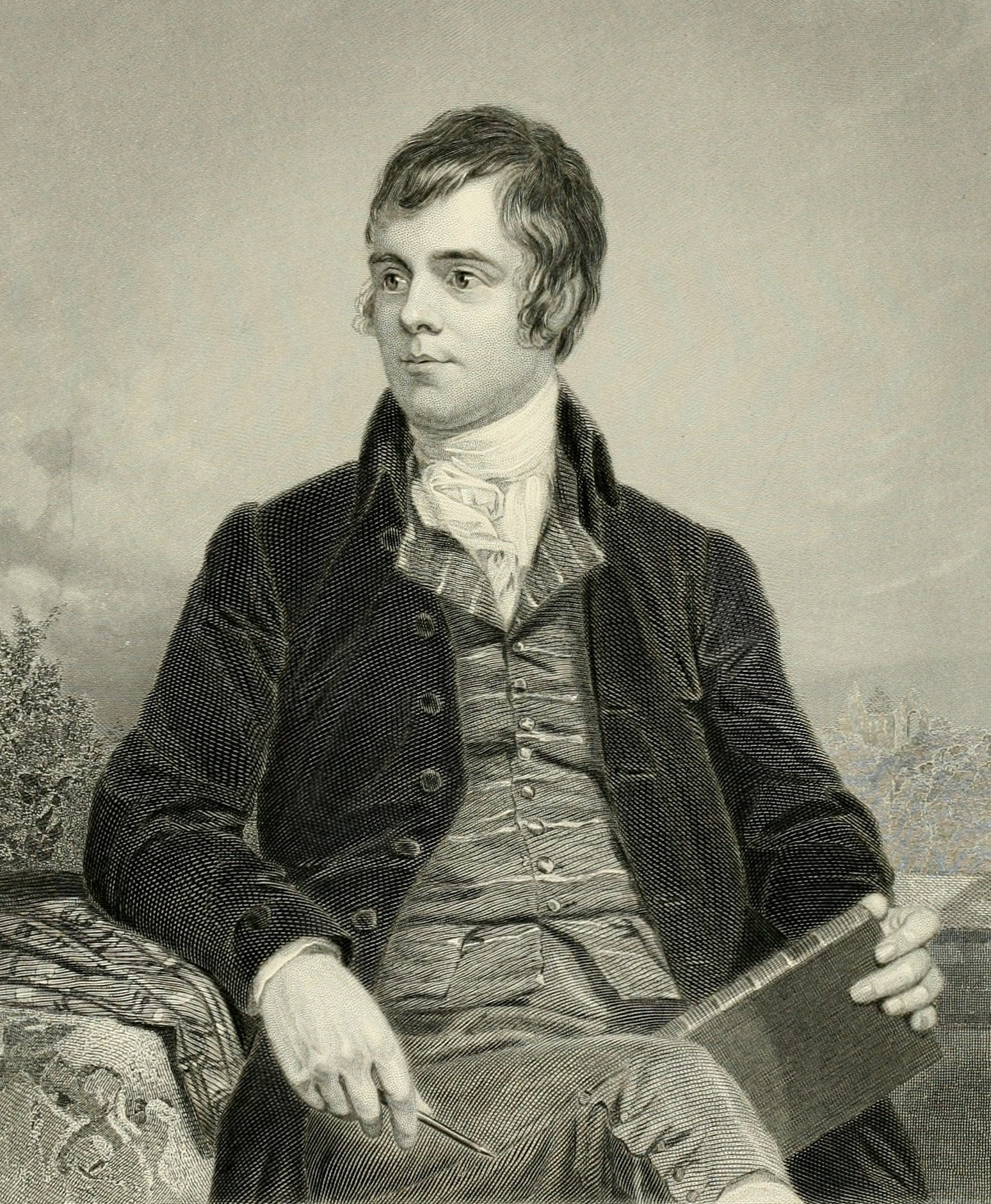
Burns door Alexander Nasmyth, 1787

Op zijn verjaardag, die nog jaarlijks door Schotten over de hele wereld gevierd wordt (Burns Supper), wordt traditioneel een haggis geserveerd, die ceremonieel onder begeleiding van doedelzakmuziek naar de tafel wordt gedragen. Ook de ode Address to a Haggis wordt bij deze gelegenheid meestal gereciteerd.
De titel van J.D.Salingers boek The Catcher in the Rye is gebaseerd op Burns' gedicht Comin Thro' The Rye.

## Citaat
Uit To a Mouse, On Turning Her Up In Her Nest With The Plough (1785):
Wee, sleekit, cow'rin, tim'rous beastie,
O, what a panic's in thy breastie!
Thou need na start awa sae hasty,
Wi' bickering brattle!
I wad be laith to rin an' chase thee,
Wi' murd'ring pattle!

### Primair
- Burns, Robert, Alan Bold (1993). Rhymer Rab: An Anthology of Poems and Prose. Black Swan, London. ISBN 1-84195-380-6. Gearchiveerd op 2 december 2016.
- Noble, Andrew (2003). The Canongate Burns: The Complete Poems and Songs of Robert Burns. Canongate Books, Edinburgh. ISBN 1-84195-380-6. Gearchiveerd op 2 december 2016.
- M.J.M. de Haan (red.): Gedichten / Robert Burns, een keuze uit zijn werk, Den Haag: De Nieuwe Haagsche, 1996, ISBN 90-72766-10-5

### Secundair
- de Haan, Max: Robert Burns, dichter en vrijmetselaar: over een man die bovenal mens wilde zijn, Den Haag: De Nieuwe Haagsche/Fama Fraternitatis, [1997], ISBN 90-72766-28-8
- de Haan, Max: Robert Burns: de dichter van Auld lang syne, Roelofarendsveen, 2005